# هونو ایر
هونو ایر (به انگلیسی: Hunnu Air) یک شرکت هواپیمایی با کد یاتا MR است که در تاریخ ۲۰۱۱ میلادی تأسیس شده است.
دفتر مرکزی هونو ایر در اولان‌باتور، مغولستان واقع شده‌است و قطب این شرکت هواپیمایی در فرودگاه بین‌المللی بویانت-اوخا قرار دارد و به ۸ مقصد، پرواز مستقیم انجام می‌دهد.

## ناوگان

### ناوگان کنونی

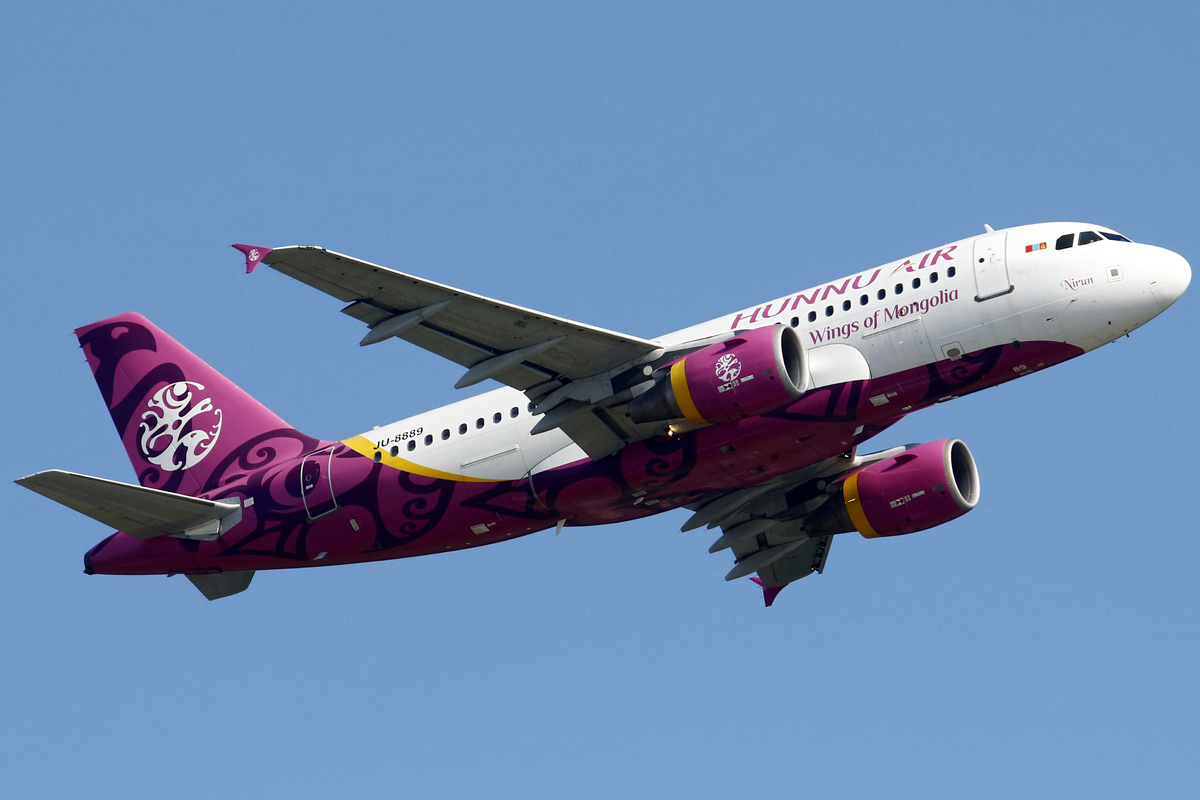
ایرباس ای۳۱۹ هونو ایر در حال فرود در فرودگاه بین‌المللی هنگ کنگ.

تا تاریخ دسامبر ۲۰۱۹، ناوگان هونو ایر شامل هواپیماهای زیر بوده است:
| هواپیما       | در حال خدمت | سفارش‌ها | مسافران | مسافران | مسافران | توضیح                                     |
| هواپیما       | در حال خدمت | سفارش‌ها | C       | Y       | مجموع   | توضیح                                     |
| ------------- | ----------- | ------- | ------- | ------- | ------- | ----------------------------------------- |
| ای‌تی‌آر ۷۲-۵۰۰ | ۲           | —       | —       | ۷۲      | ۷۲      |                                           |
| امبرائر ۱۹۰   | ۱           | ۳       | ۶       | ۹۲      | ۹۸      | تحویل از سال ۲۰۱۹ تا ۲۰۲۱ انجام خواهد شد. |
| مجموع         | ۳           | ۳       |         |         |         |                                           |

### ناوگان سابق
این خط هوایی پیش از این از هواپیماهای زیر استفاده می‌کرده است:
- ایرباس ای۳۱۹
- فوکر ۵۰